# Val di Spluga
La valle di Spluga è una valle tributaria della Val Masino, da non confondere con l'omonima Valle Spluga (o Valle san Giacomo). Non presenta strade carreggiabili. Vi si entra dal paese di Civo per raggiungere un sistema di laghetti e la Cima Spluga. Da qui si può passare alla valle dei Ratti.

## Geografia

### Orgrafia
Il Monte Spluga, alla "Cima del Calvo" (sciöma del munt Splüga), misura 2967 m.
Dallo Spluga lungo il versante Sud:
- Monte Desenigo - 2845 m.
- Corno del Colino - 2504 m.

Dallo Spluga lungo il versante Nord:
- Pizzo Ligoncio - 3033 m.

Dallo Spluga a est:
- Cime della Merdarola - 2734 m.
- Cima di Cavislone - 2603 m.

### Passi
- Bocchetta Alta della Merdarola (2680 m): alla conca della Merdarola e da qui alla Valle dei Bagni di Masino.
- Bocchetta dello Spluga bochèta dè la möca (2522 m): alla Valle dei Ratti verso il Rifugio Volta (2212 m)
- Passo di Primalpia (2476 m): a una conca (Alpe Lago, 2296 m) e da qui alla valle dei Ratti verso il Bivacco Primalpia (1980 m).
- Passo del Colino (2630 m) alla valle dei Ratti.

## Località
Dal Masino alla Bocchetta di Spluga:
- Ponte del Baffo (571 m)
- Cevo
- Maggengo Ceresolo (1041 m)
- Maronero
- Alpeggio di Cerviso (1480 m)
- Maggengo di Rigorso
- Corte del Dosso (1460 m)
- Corte di Cevo (1760 m)
- Casera del Desenigo
- Casera Spluga (1939–1987 m)
- Casera Cavislone (1987 m)
- Sistema lacustre di Spluga (2108–2163 m)